# Orthos

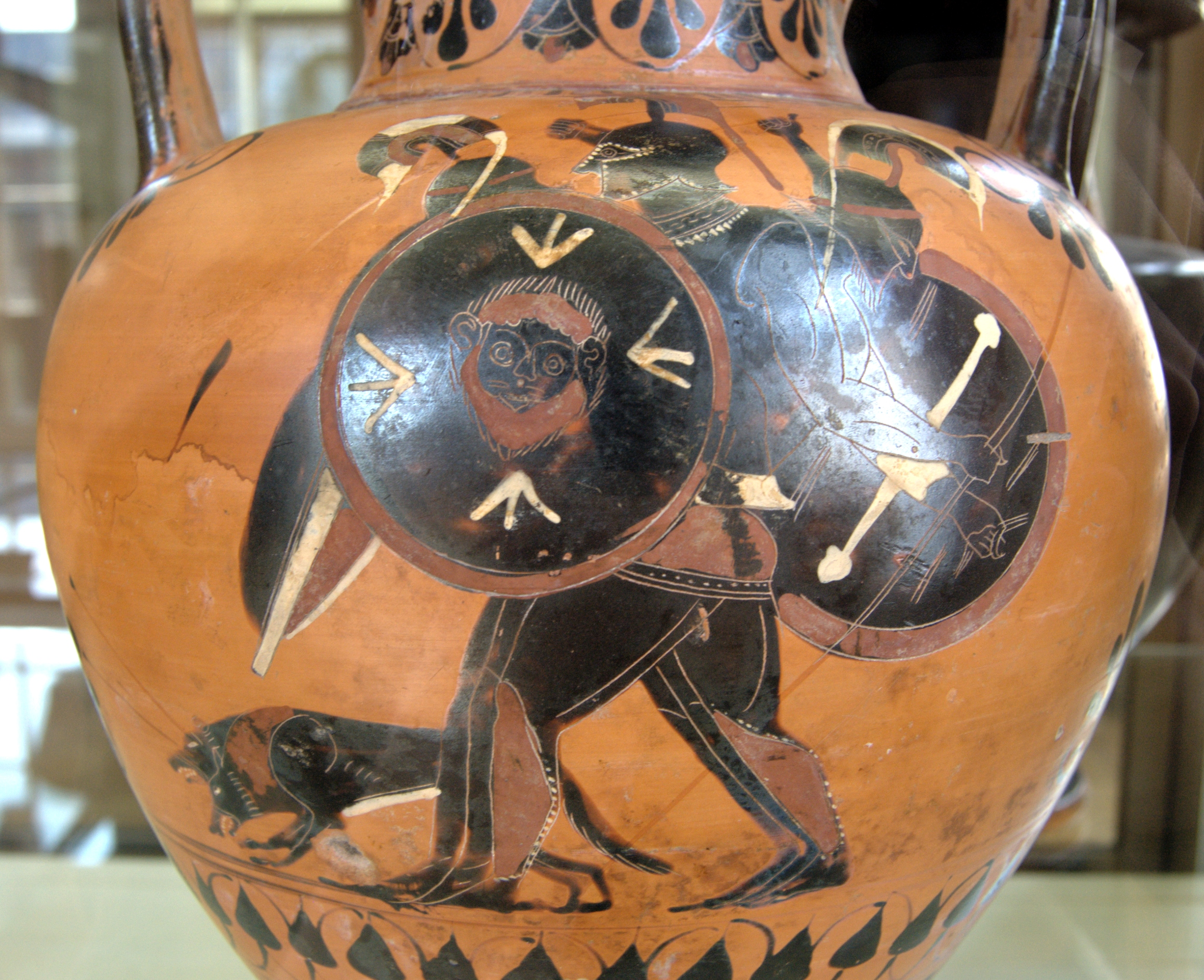
Orthrus na amfoře u nohou Géryonésa, cca 540 př. n. l., od Vulciho

Orthos (latinsky Orthrus) je v řecké mytologii jméno obludného dvouhlavého psa, který byl synem obra Týfóna a jeho manželky Echidny.
Tuto příšernou rodinu doplňovali sourozenci Ortha: Kerberos — trojhlavý podsvětní pes, Chiméra, Sfinx, Hydra a jiné nestvůry.
Na dalekém západním ostrově Erytheia, v blízkosti dnešního Gibraltaru měl svá nádherná stáda trojtělý obr Géryonés a před zloději je spolu s ním hlídal Orthos a další obr Eurytión. Ani tato silná sestava však k uhlídání nestačila. Na ostrov dorazil hrdina Héraklés při plnění jednoho ze svých přetěžkých úkolů, který mu přikázal mykénský král Eurystheus. Aby úkol splnil, musel všechny tři hlídače zabít. Pes Orthos bránil svěřená stáda tak zuřivě, že se dal raději zabít, než by k nim Hérakla pustil.